# Освальдо Роберто (стадион)
Парк Освальдо Роберто — футбольный стадион, принадлежащий футбольному клубу «Расинг» из Монтевидео, расположенный в районе Саяго города Монтевидео. Общая площадь стадиона составляет 20 000 кв. метров, а в настоящее время он вмещает 8500 зрителей.

## История
Стадион был открыт 5 октября 1941 года, а 25 июля 1948 года получил свое нынешнее название в честь одного из братьев-основателей клуба. Первая встреча, сыгранная в парке Роберто, состоялась между командой «Расинг» и клубом «Белья Виста». Матч закончился вничью 1:1.
В ноябре 2014 года этот стадион был выбран сборной Коста-Рики для тренировок перед товарищеской встречей со сборной Уругвая.